# Rapado

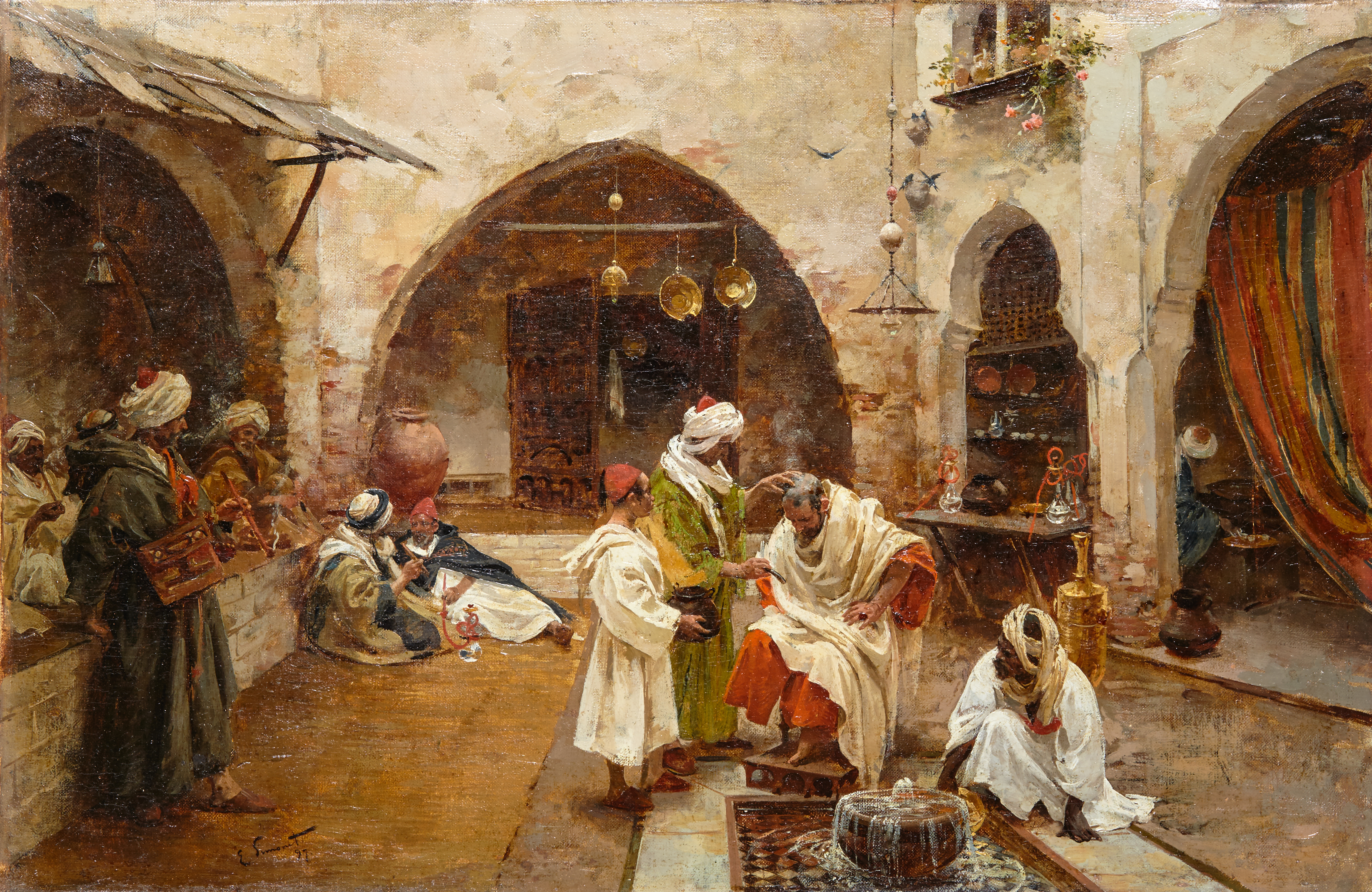
El barbero del zoco (1897) de Enrique Simonet

Rapado es el corte de pelo que sigue la forma del cráneo no dejando ningún pelo, es decir llegando a afeitar el cráneo.
El rapado puede ser total, eliminando el pelo de todo el cráneo o parcial, como en la tonsura o las crestas y mohicanos. Suele raparse la cabeza usando una maquinilla especial para cortar el pelo, denominándose el corte según el nivel de rapado que determinan los peines de la maquinilla, así pues se dice: rapado al "0", al "1", al "2" coincidiendo con el uso de una cuchilla de tipo "0", tipo "1", y así consecutivamente. Nótese que el número de la cuchilla suele indicar de forma aproximada la longitud final del cabello tras su uso. También puede llegar a raparse con cuchilla lo que denominaríamos más correctamente un afeitado.
A menudo quién se rapa el pelo lo suele hacer debido a su facilidad de mantenimiento y cuidados. Parámetros requeridos Es por ello popular entre aquellos que buscan un corte fresco y fácil de mantener. Visual y estéticamente raparse define los rasgos faciales y hace parecer la mandíbula más ancha. También es característico para los varones, raparse algunos, para disimular los primeros estragos de la calvicie. El pelo rapado es un peinado que está siendo utilizado con gran frecuencia en las pasarelas de moda, ya que suele resaltar los rasgos masculinos y las facciones de la cara, señalando también que aporta un aspecto limpio y fresco.

## Connotaciones

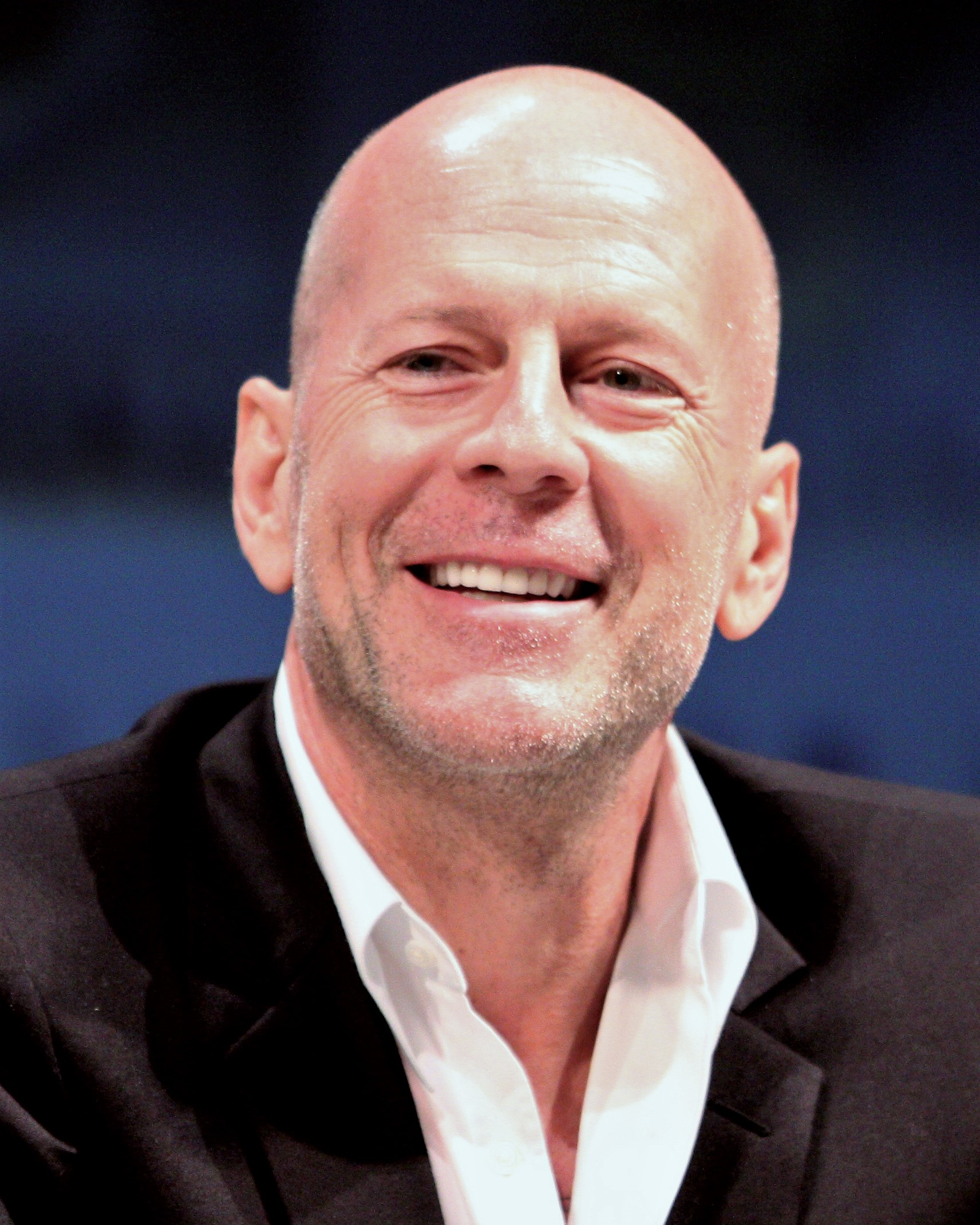
Bruce Willis en Comic Con en 2010.

Puesto que para la mayoría de las civilizaciones del mundo lo cotidiano ha sido dejarse crecer el pelo, su contrario, raparse el pelo siempre ha tenido alguna connotación. Puesto que el pelo rapado necesita menos cuidados, que podrían ser considerados vanidosos, y además sirve para evitar la infección de piojos algunas civilizaciones primitivas lo han sacralizado. Entre estos están los egipcios, quienes para evitar enfermedades se rapaban y preferían usar pelucas. También algunos sacerdotes orientales lo tienen al rape. En algunos países, las fuerzas armadas suelen aplicar este corte a sus reclutas o a quienes realizan su servicio militar en señal de uniformidad. Rapado se considera 1, 2 o 3
En Perú se acostumbra a cortarle el pelo al rape a un varón que acaba de ingresar a la universidad, recibiendo en este caso el nombre de cachimbo, nombre con el que se refieren a los estudiantes del primer ciclo de estudios superiores. A diferencia de Perú, en Chile a los varones que ingresan a la universidad se les llama "mechones" y se les corta parte de su pelo de forma dispareja para que luego este deba de cortárselo al rape o muy corto. Este proceso se llama mechoneo y se encuentra actualmente en decadencia.

## En la antigüedad
En la actualidad y en las culturas occidentales, el peinado en las mujeres es símbolo de femineidad y belleza. Por ello no pocas mujeres se rapan para evidenciar que son más que objetos de belleza.[cita requerida]
Sin embargo, en la antigüedad, esto no fue siempre así. Las muchachas vascas debían llevar el pelo rapado, con tan solo una coletilla en la parte inferior trasera de la cabeza, hasta que contrajeran matrimonio. Arnold von Harff peregrino jacobeo a su paso por Navarra en 1499 decía:

en el País Vasco las mujeres llevan la cabeza vendada por arriba como lo hacen en países paganos y llevan generalmente pieles hechas de manera extraña: además las sirvientas y las muchachas van siempre en público con la cabeza rapada y al aire libre en la calle.

Esto coincide con algo que dice Estrabón citando a Artemidoro sobre la forma de peinarse de las mujeres iberas:

Algunas se rapan tanto la parte delantera del cráneo que brilla más que la frente. Otras mujeres, colocándose sobre la cabeza una columnilla de un pie más o menos de alto, trenzan en torno el cabello y luego lo cubren con un velo negro